# Nelyubov
Nelyubov é um filme de drama russo de 2017 dirigido e escrito por Andrey Zvyagintsev e Oleg Negin. Protagonizado por Maryana Spivak e Aleksey Rozin, estreou no Festival de Cannes 2017, no qual competiu para a Palm d'Or.
Também foi nomeado ao Oscar de melhor filme estrangeiro.
A trama envolve um casal, Zhenya e Boris, que, envolvidos em um divórcio doloroso, já encontraram, cada um, seu novo companheiro. Para recomeçarem suas vidas, só lhes basta vender o apartamento que possuem em Moscou, e determinar o que fazer com seu filho de doze anos. Quando o garoto negligenciado pelos pais desaparece, eles precisam trabalhar juntos para reencontrá-lo.
Esta é a sétima nomeação de um filme russo ao Oscar. As outras seis foram Leviathan (2014), 12 (2007), O Ladrão (1997), Prisioneiro das Montanhas (1996), Queimado pelo Sol (1994) e Próximo ao Éden (1992).
Antes do ano de 1992, os filmes russos competiam em nome da antiga União Soviética. Esta última foi nomeada nove vezes, até então.
O filme, rodado em Moscou, contou com uma equipa de apoio internacional, com especial participação de produtores franceses. Além disso, foi financiado sem verbas públicas, parte em virtude do desacordo do ministro da cultura russo com o filme Leviatã, feito pelo mesmo director em 2014.

## Enredo
Na cidade de Moscovo, ao final de um dia de aula, alunos partem para suas casas. Entre eles, Alyesha, garoto de 12 anos, toma o rumo de casa. Pelo caminho, passa por um parque coberto de neve, onde também há um rio, e caminha despreocupado. Já em casa, é mostrado a observar tristemente a paisagem pela janela do quarto, enquanto a mãe apresenta o apartamento para potenciais compradores.
Seus pais, Zhenya e Boris, estão em meio a um amargo divórcio, e tratam-se com bastante desprezo, à medida em que negociam a venda de seu apartamento e o destino do garoto. O casal aparenta possuir uma severa incompatibilidade de génios. Ela alega que a maior preocupação dele é com a possível perda de seu emprego, em detrimento da vida familiar e do bem-estar do próprio filho.
No trabalho, Boris demonstra genuína preocupação com a possível demissão que seu divórcio acarretaria, em virtude de políticas ortodoxas da empresa onde trabalha. Zhenya, por outro lado, parece muito contente ao vislumbrar sua vida com o novo parceiro.
Masha, nova companheira de Boris, está grávida, e questiona-o constantemente acerca de sua fidelidade e dedicação futuras. Além disso, o casal aparenta viver uma vida agradável.
Em uma cena específica, Zhenya e seu companheiro Anton estão em um restaurante, e a câmara, em primeira pessoa, mostra uma rapariga entregando a um homem oculto seu número de telefone. Não fica claro se o homem é Anton, ou algum outro. Ela, em seguida, retorna à mesa onde está seu possível namorado.
O filme inteiro parece demonstrar o apreço das mulheres, incluso Zhenya, pelas redes sociais. Elas tiram selfies e acompanham actualizações constantemente.
Na cama, Zhenya diz a Anton que nunca fora feliz com Boris. Descobriu o amor de verdade apenas com ele.Sua gravidez, segundo ela, fora um descuido, motivo pelo qual aceitou casar-se. O seu filho recém nascido, lhe provocava certo desconforto.
Ao regressar ao apartamento, já de noite, Zhenya vai dormir sem conversar com Alyesha. E, tal atitude se mostra um erro no dia seguinte, em que são contactados pela directora da escola, que os informa que o rapaz não comparecera às duas últimas aulas. Há uma nova discussão entre eles.
Zhenya recebe a polícia em seu apartamento, e é informada de que não há motivos para iniciar uma investigação policial, dado que esta seria demasiado custosa e demorada. Além disso, garante a ela que, estatisticamente, a maioria dos jovens daquela idade, dados como desaparecidos pelos pais, costumavam voltar em poucos dias. A solução que o investigador da polícia lhe apresenta é chamar um grupo de voluntários.
Zhenya e Boris conversam com o líder do grupo de buscas. Após lhe fornecerem o computador do garoto, bem como suas senhas e informações de interesse, seguem para a casa da avó materna, para a qual ele poderia ter recorrido. Zhenya alega não ter um bom relacionamento com a mãe mas, mesmo assim, eles vão. No caminho, mais discussões.
Após longa viagem, chegam à casa da mãe de Zhenya, que não contribui em nada com a investigação. A casa é bastante retirada do meio urbano. A moradora é uma mulher de hábitos rudes, e lhes apresenta um comportamento hostil, com inúmeras críticas e xingamentos.
A filha de Anton, em idade académica, vive e trabalha em Portugal, e também parece um tanto quanto distante dele. Apesar de conversarem amistosamente, ela deixa claro que não está interessada em visitá-lo nos próximos meses.
Na volta para Moscou, Zhenya relata a Boris todos os motivos que tem para odiá-lo. E ele, em resposta, a deixa no caminho.
A equipa de buscas não consegue encontrar Alyesha na cercania de sua casa, tampouco conseguem rastreá-lo pelas câmaras de vigilância. Zhenya passa a contactar hospitais na região, para saber se não houve ingresso de qualquer criança que pudesse ser Alyesha. Boris acompanha o interrogatório do colega de Alyesha na escola. Seguindo a pista oferecida por este último, a equipa inicia as buscas em um edifício abandonado, onde consegue encontrar vestígios da estadia de Alyesha.
As buscas parecem intensificar-se. Em visita ao necrotério, Boris e Zhenya têm de observar um corpo que fora encontrado mutilado. Apesar de aquele corpo não ser de seu filho, ela tem um colapso nervoso.
Alguns meses se passam e o menino não é encontrado. Boris e Masha estão pensando em comprar um apartamento maior, ao passo em que Zhenya e Anton assistem televisão na sala de estar.

## Produção

### Desenvolvimento
O produtor Alexander Rodnyansky alegou que o filme estava destinado a ser um reflexo da "vida russa, sociedade russa e angústia russa", mas que, no entanto, ainda era passível de identificação com outros países. Ainda disse que que um dos pontos principais da concepção da história foi o desejo de voltar o olhar para uma família. A ideia surgiu em 2015, em visita aos Estados Unidos. Zvyagintsev também disse que houve uma tentativa de recriar algumas cenas de Scener ur ett äktenskap, de Ingmar Bergman (1973).
Ao passo em que Zvyagintsev dizia não ser dado à política, sua história reflecte a crença de que a polícia moderna não se importa com as pessoas. Ele escolheu iniciar a narrativa em 2012 por conta do optimismo russo em torno da reforma política, que acabou em descontentamentos por volta de 2015. O filme também inclui referências à intervenção militar na Ucrânia. Nelyubov foi realizado sem qualquer auxílio financeiro governamental russo, dado que o ministro da cultura desaprovou o prévio lançamento do director Leviatã, que tratava da corrupção no país. Em lugar deste, contou com financiamento de Gleb Fetisov, Why Not Productions e Les Films du Fleuve[ligação inativa].

### Filmagens
A fotografia principal começou no verão de 2016. O filme foi rodado em Moscovo, apenas.
O filme utiliza tonalidades de cinza e marrom para garantir a atmosfera ideal à trama.

## Elenco
| Ator/Atriz       | Personagem |
| ---------------- | ---------- |
| Maryana Spivak   | Zhenya     |
| Aleksey Rozin    | Boris      |
| Matvey Novikov   | Alyosha    |
| Marina Vasilyeva | Masha      |
| Andris Keišs     | Anton      |
| Sergey Dvoinikov | Ivan       |
| Artyom Zhigulin  | Kuznetsov  |